# Phyle antioquia
Phyle antioquia là một loài bướm đêm trong họ Geometridae.